# Wākea
U havajskoj religiji, Wākea je bog neba (Otac Nebo). Drevni Havajci smatrali su ga pretkom poglavica i plemića (Aliʻi) te su vjerovali da je nekoć i sam živio na Zemlji kao poglavica. Njegov prvi svećenik bio je Komoʻawa.

## Mitovi
Wākea je sin boga Kahika („drevni”) i njegove supruge Kupulanakehao te unuk Welaahilaninuija. Wākea je oženio Papahānaumoku (Majka Zemlja) te je njihova kći Hoʻohokukalani, u koju se Wākea zaljubio. Nakon što je spavao sa svojom kćeri, ona je rodila mrtvorođeno dijete, koje je nazvano Haloa-naka te je pokopano. Iz njega je izrastao prvi taro (biljka važna za prehranu starih Havajaca).

## Poveznice
- Atea, markižanski bog svjetla
- Vatea, bog iz mitologije Cookovog Otočja
- Rangi i Papa, bogovi iz maorske mitologije
- Kalaninuiamamao i njegova kći-unuka Alapaiwahine (slučaj sličan mitu o Wākeji i njegovoj kćeri)